# Szagos kígyógomba
A szagos kígyógomba (Mycena diosma) a kígyógombafélék családjába tartozó, főleg bükkerdőkben termő, mérgező gombafaj.

## Megjelenése

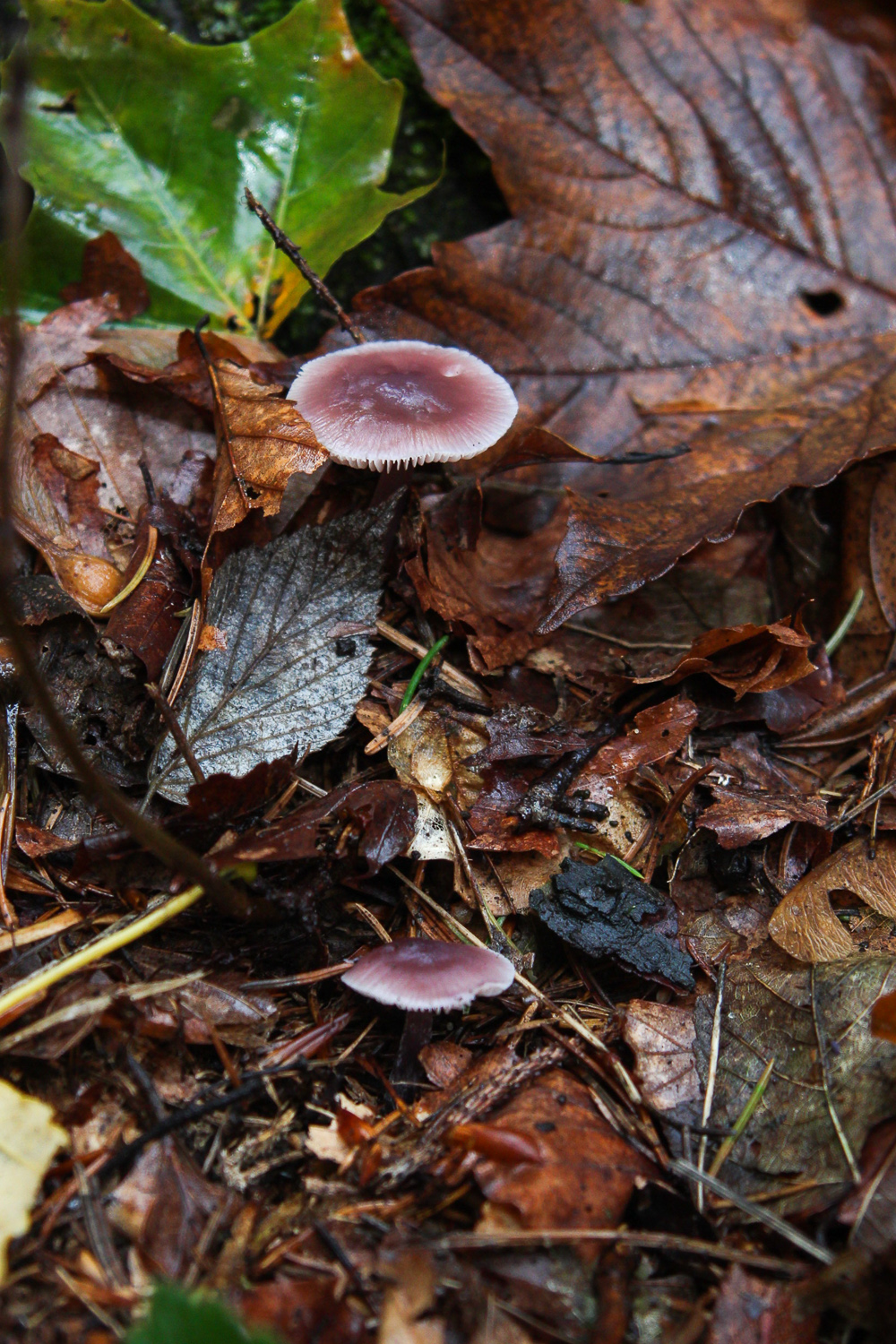

A szagos kígyógomba kalapja 1–4 cm átmérőjű, fiatalon domború, majd kiterül, középen tompa púppal. Felszíne sima; finoman, sugarasan szálas. Színe nedvesen barnásibolya, szürkés ibolyaszínű, felülete fénylő. Száraz időben színe fakó ibolyásszürke, szélei felé koncentrikusan sávos, erősen bordás. Az idős gomba kalapszéle behasadozhat. Húsa vékony, vizenyős, színe lilásbarna. Erős édeskés dohányszaga van, amit egyesek cigarettacsikkhez, mások szivarhoz, sőt tömjénhez hasonlítottak. Megvágva, megtörve inkább retekszagú. Íze retekszerű, torokkaparó.
Széles, kissé tönkhöz nőtt lemezei kezdetben szürkés ibolyaszínűek, később lilás- vagy vörösesbarnásak. Az élük fehéres és gyengén fogazott. Spórapora fehér, spórái 7,4-9,8 x 3,6-5,4 mikrométeresek, elliptikusak (kissé szabálytalanul gyümölcsmagra emlékeztetnek), sima felületűek.
Tönkje 4–8 cm magas és 0,15-0,45 cm vastag. Felülete selymesen fénylő, kissé bordázott. Felső része fehéren deres.

### Hasonló fajok
Külsőre nagyon hasonlít a retekszagú kígyógombára (a taxonómusok csak 1989-ben különítették el tőle), elsősorban a szaga és sötétebb lemezei miatt különbözik. 

## Elterjedése és termőhelye
Európában honos. Lomb- és fenyőerdőkben, elsősorban meszes talajú bükkösökben, sokszor seregesen terem a vastag avarban nyár elejétől a novemberi fagyokig.
Mérgező gomba.